# Mycteromyia cinerascens
Mycteromyia cinerascens är en tvåvingeart som beskrevs av Jacques-Marie-Frangile Bigot 1892. Mycteromyia cinerascens ingår i släktet Mycteromyia och familjen bromsar. Inga underarter finns listade i Catalogue of Life.